# Windrose Air
Windrose Air ist eine deutsche Fluggesellschaft mit Sitz in Schönefeld und Basis auf dem Flughafen Berlin Brandenburg.
Eine Geschäftsrepräsentanz des Luftfahrtunternehmens befindet sich in Posen, Polen.

## Geschichte
Das Unternehmen wurde 1997 als deutsche Fluggesellschaft im Bereich des Geschäftsreiseflugverkehrs gegründet. Die Geschichte des Unternehmens begann mit einem Flugzeug, einer Cessna C550 (Cessna Citation II), an dem historischen Flughafen Berlin-Tempelhof in Berlin. Nach der Schließung des Flughafens Tempelhof im Jahr 2008 wurde der Sitz der Fluggesellschaft an den Flughafen Berlin-Schönefeld verlegt.

## Dienstleistungen
Windrose Air betreibt hauptsächlich Charterflüge im Geschäftsflugverkehr im europäischen sowie globalen Markt. Daneben werden Fracht- und Rettungsflüge durchgeführt.
Neben dem Chartergeschäft zählt auch das ganzheitliche Flugzeugmanagement für Eigentümer und die technische Betreuung zum Portfolio der Dienstleistungen.
Windrose Air ist als Continuing Airworthiness Management Organisation (CAMO) zugelassen und führt Lufttüchtigkeitsprüfungen und Lufttüchtigkeitsfolgeprüfungen an eigenen und externen Luftfahrzeugen durch.

## Flotte

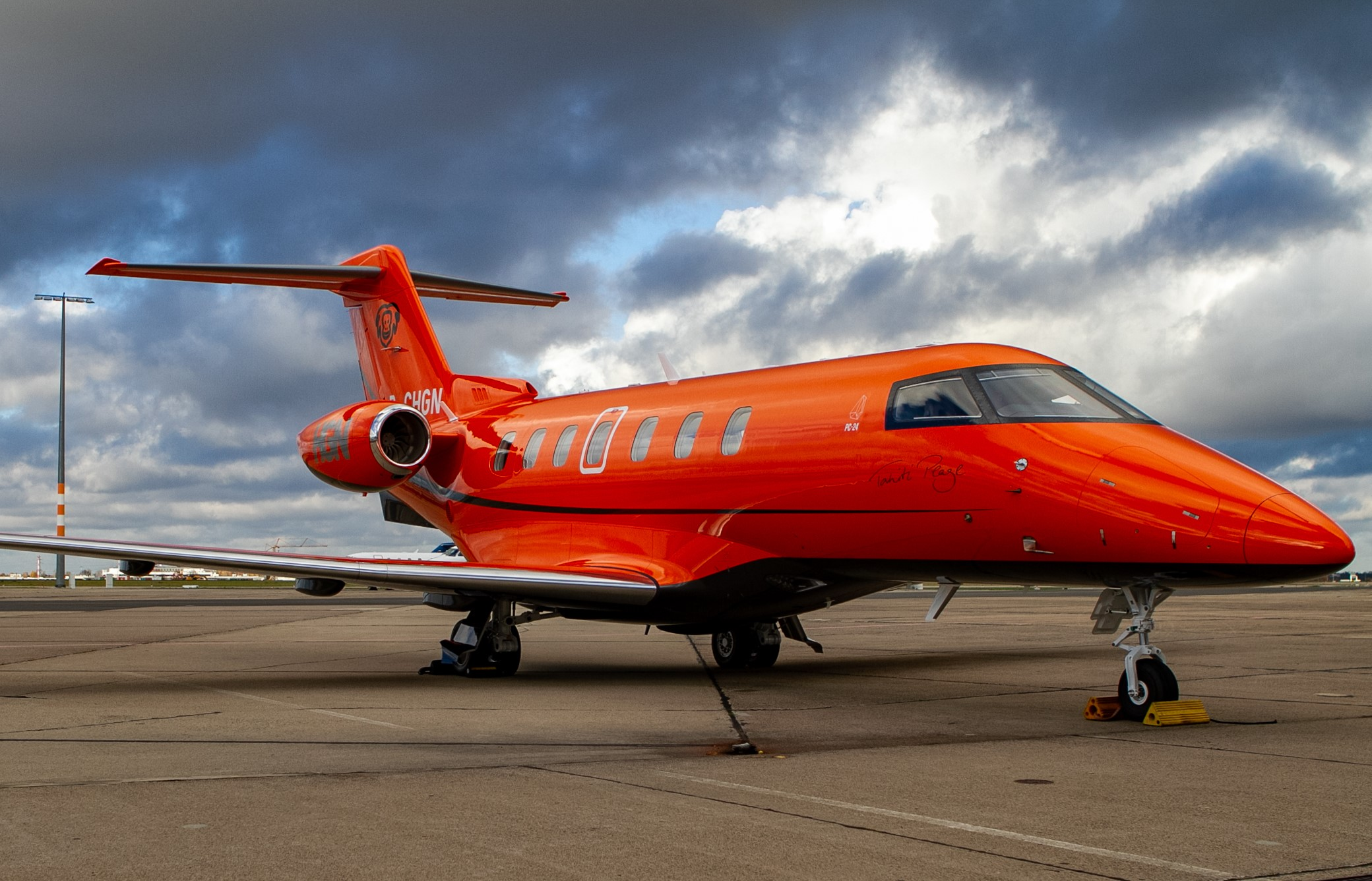
Eine PC-24 der Windrose Air

### Aktuelle Flotte
Mit Stand Januar 2024 besteht die Flotte der Windrose Air aus sieben Geschäftsreiseflugzeugen:

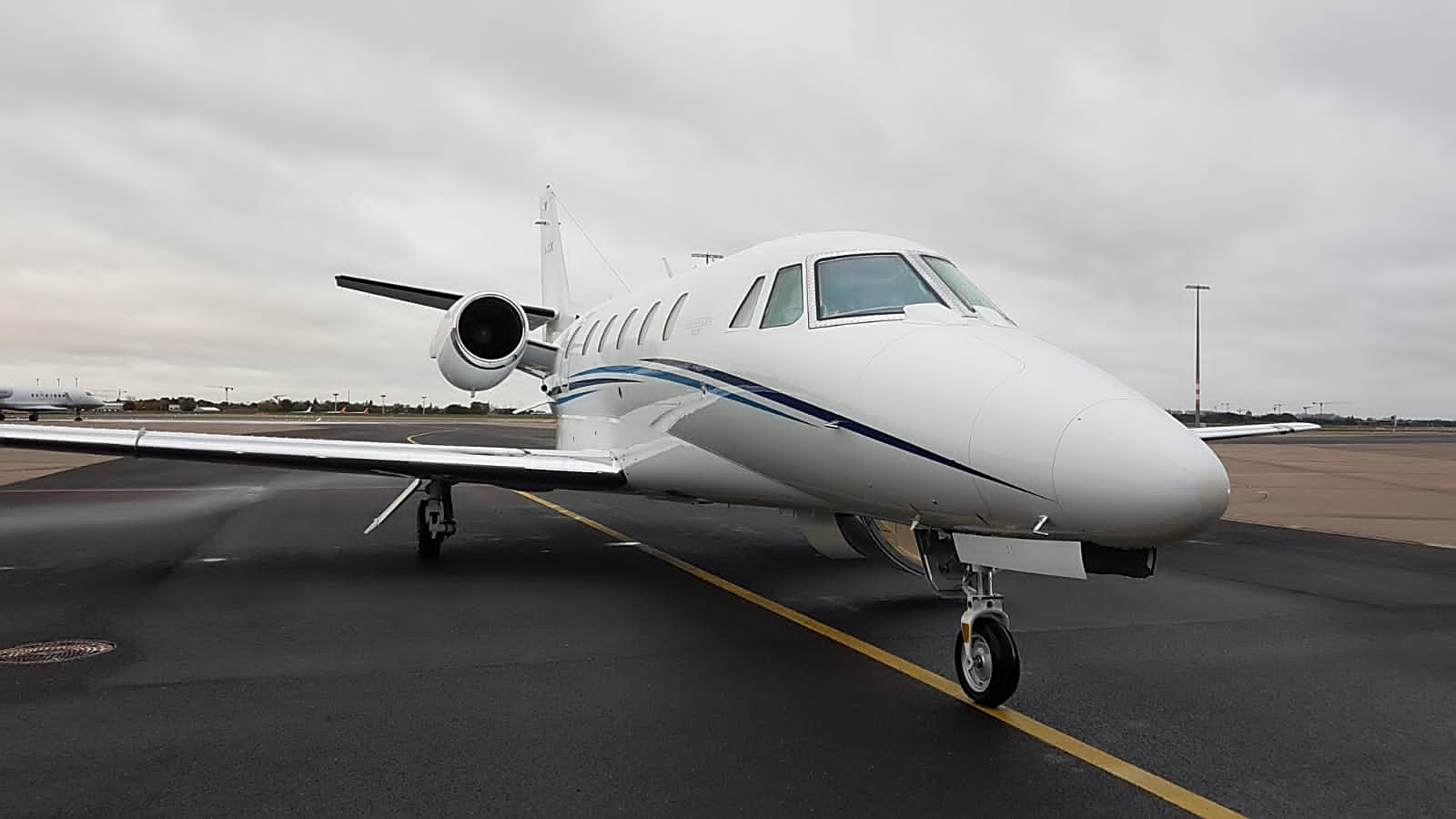
Eine Cessna C560XLS+ der Windrose Air

| Flugzeugtyp               | Anzahl | bestellt | Anmerkungen | Sitzplätze |
| ------------------------- | ------ | -------- | ----------- | ---------- |
| Bombardier Challenger 300 | 3      |          |             | 8–9        |
| Bombardier Global XRS     | 1      |          |             | 12         |
| Cessna Citation XLS/XLS+  | 1      |          |             | 8          |
| Pilatus PC-24             | 1      |          |             | 8          |
| Embraer EMB-550           | 1      |          |             | 10         |
| Gesamt                    | 7      | –        |             |            |

### Ehemalige Flugzeugtypen
Nach ihrer Gründung setzte Windrose Air  in der Vergangenheit folgende Luftfahrzeugtypen ein:
| Bombardier                | Gulfstream      | Cessna             | Embraer         | Hawker Beechcraft       |
| ------------------------- | --------------- | ------------------ | --------------- | ----------------------- |
| Bombardier Challenger 604 | Gulfstream G650 | Cessna Citation II | Embraer EMB-505 | Beechcraft King Air     |
| Bombardier Global 5000    | Gulfstream G550 | Cessna 550         | Embraer EMB-500 | Hawker Beechcraft 900XP |
| Bombardier Global 7000    | Gulfstream G450 |                    |                 | Beechcraft Premier I    |
|                           | Gulfstream IV   |                    |                 |                         |
|                           | Gulfstream G150 |                    |                 |                         |

## Zwischenfälle
Am 19. Dezember 2010 stürzte eine Beechcraft Premier I mit dem Luftfahrzeugkennzeichen D-IAYL von Zagreb kommend nach einem abgebrochenen Landeanflug auf den Flugplatz Samedan neben eine nahe liegende Trafostation bei Bever. Die einzigen Insassen der Maschine, der Kapitän und der Copilot, kamen bei dem Absturz ums Leben. Die Schweizerische Sicherheitsuntersuchungsstelle stellte als Unfallursache einen Strömungsabriss fest.